# Wildpoldsried
Wildpoldsried è un comune tedesco di 2 519 abitanti, situato nel land della Baviera. Ha ottenuto risultati riconosciuti ed eccezionali nella produzione autonoma di energia rinnovabile e nella riduzione della propria impronta carbonica.